# U-Bahnhof Rotes Rathaus

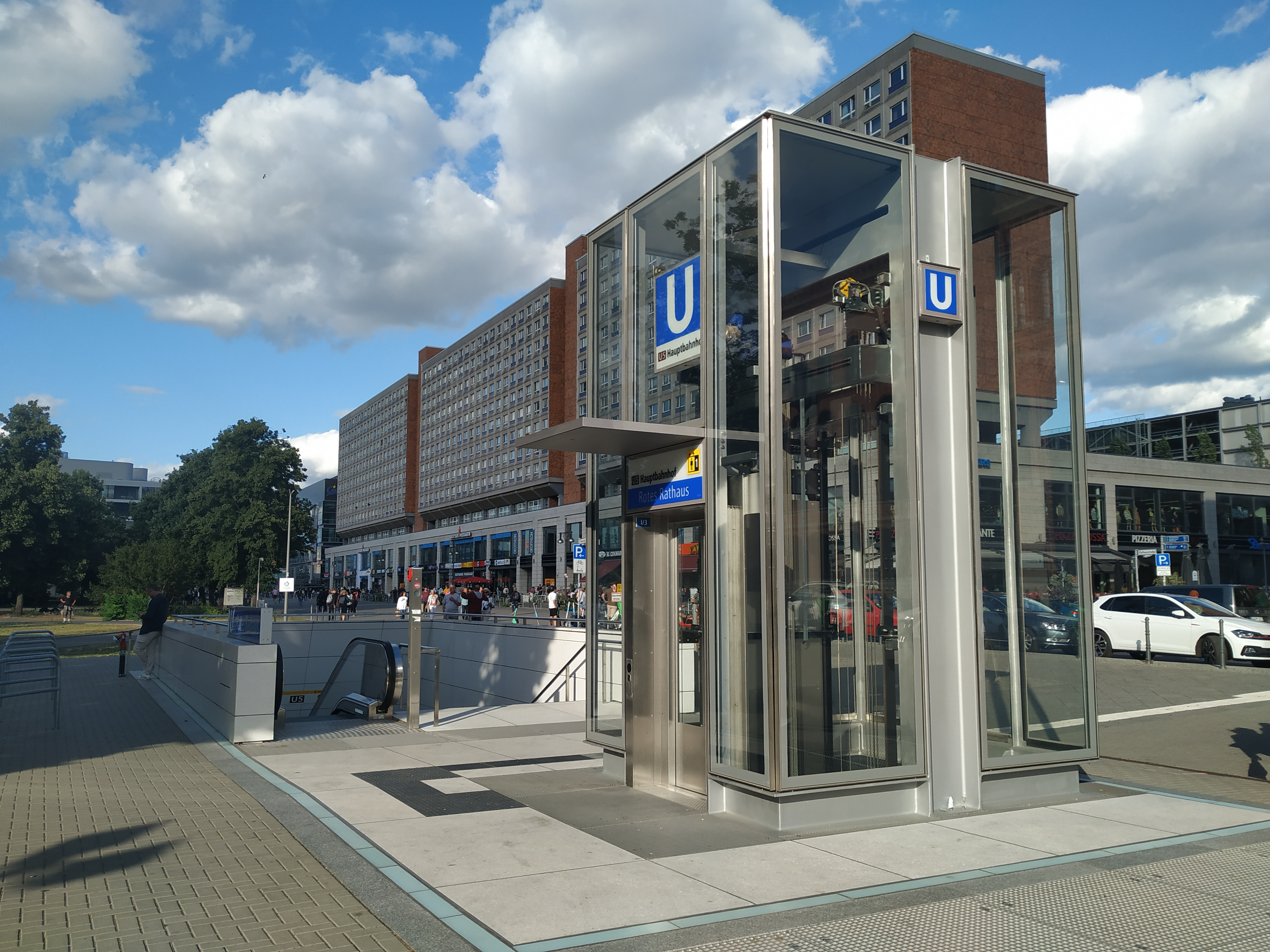
Bahnhofseingang an der Rathausstraße

Der U-Bahnhof Rotes Rathaus ist ein U-Bahnhof im Berliner Ortsteil Mitte des gleichnamigen Bezirks. Er ist Teil der Verlängerung der U-Bahn-Linie U5 vom Alexanderplatz zum Brandenburger Tor, mit deren Bau 2010 (erster Spatenstich) begonnen und die am 4. Dezember 2020 eröffnet wurde.

## Geschichte

### Planung

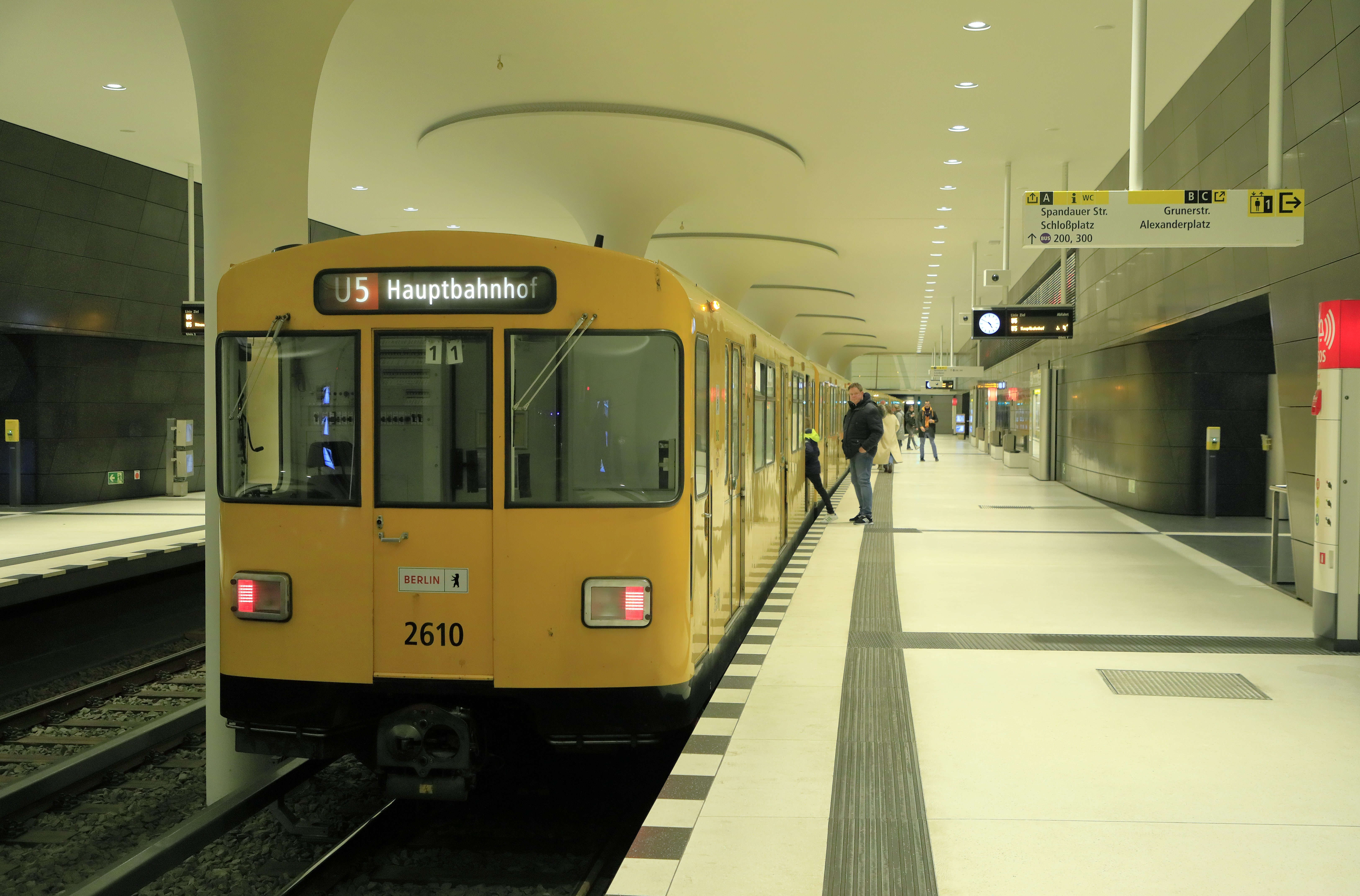
Baureihe F76 am U-Bahnhof Rotes Rathaus

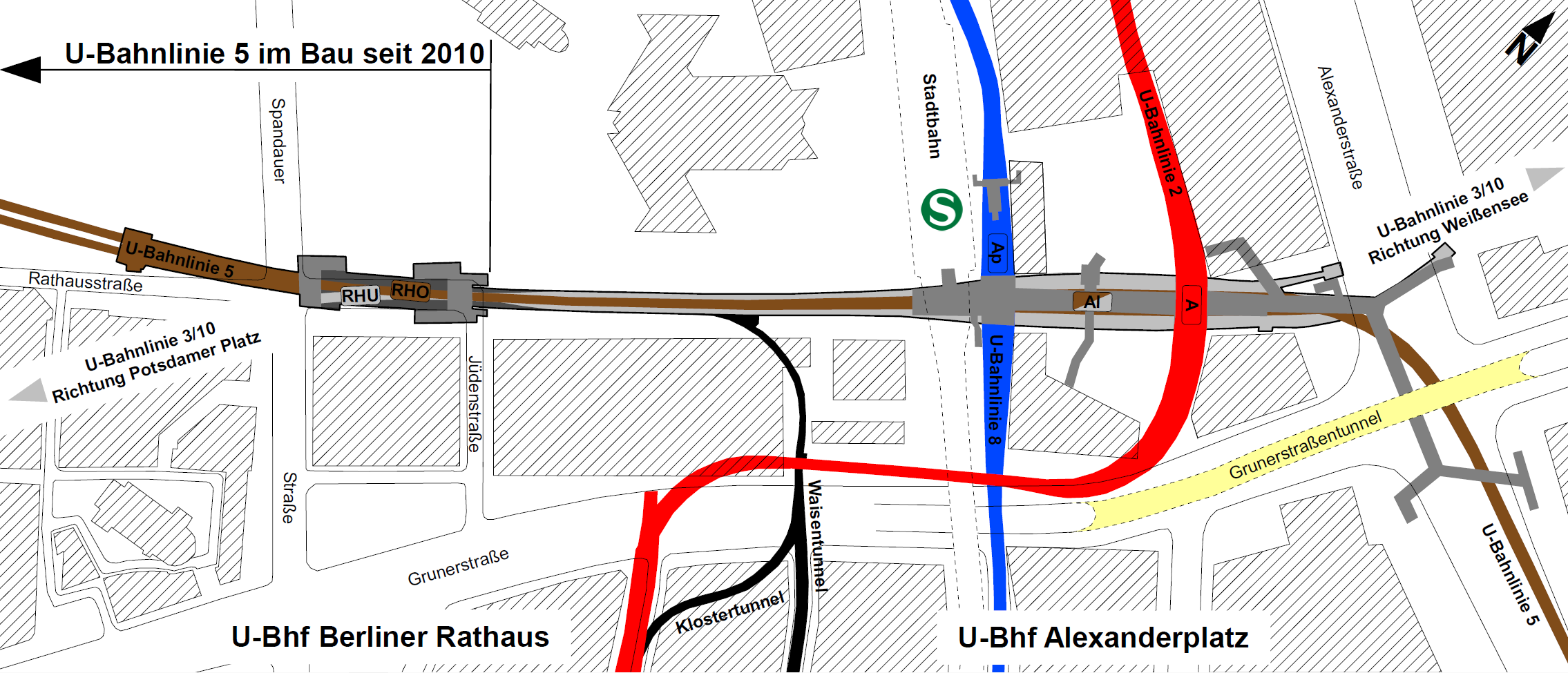
Baukörper der U-Bahn-Linien U3/U10 und U5 am Alexanderplatz

Die 120 Meter lange Station entstand unter der Rathausstraße unmittelbar vor dem Roten Rathaus. Für die Gestaltung der Station war das Berliner Büro CollignonArchitektur verantwortlich. Markant sind die sieben mittig angeordneten, 7 m × 9 m großen „Pilzkopfstützen“, auf denen die Stationsdecke ruht. Ihre Form soll an das Deckengewölbe des mittelalterlichen Berliner Rathauses erinnern, das sich in ähnlicher Lage befand. Außerdem erlaubt der mit dieser Kapitellform mögliche Lastabtrag großer Deckenbereiche eine großzügige Bahnhofshalle mit wenigen Stützen. Boden und Wände und einige Deckenbereiche der Station wurden mit schwarzem und weißem Terrazzo gestaltet. Die Brutto-Grundfläche beträgt 8000 m². Der Planungsname lautete U-Bahnhof Berliner Rathaus.
Der Bahnhof umfasst zwei Ebenen: Im oberen Bereich verkehrt die Linie U5 an zwei rund vier Meter breiten Außenbahnsteigen, diese befinden sich in sieben Meter Tiefe unter Straßenoberkante. Auf der unteren Ebene entstand eine Abstellanlage mit vier Gleisen, die später auf zwei Gleise mit Außenbahnsteigen (in zwölf Meter Tiefe) zurückgebaut werden kann, falls die Linie U3 bzw. U10 zum Potsdamer Platz realisiert werden sollte.
An beiden Enden wurden Zugangsbauwerke mit einer Verteilerebene unter der Straßenoberfläche errichtet. Ein Zugang entstand an der Spandauer Straße nördlich der Rathausstraße im Westen, zwei weitere an der Jüdenstraße im Osten. Die Seitenbahnsteige wurden über die Verteilerebenen verbunden, von hier führen Treppen und Fahrtreppen an die Oberfläche. Weiterhin verbinden am östlichen Ende zwei Aufzüge die Bahnsteige mit der Oberfläche.
Die Linie U5 endete vormals in einem viergleisigen Streckentunnel in Höhe der Jüdenstraße. Dieser wurde seinerzeit als Abstell- und Kehranlage genutzt und musste im Zuge der Streckenverlängerung umgebaut werden. Die Station Rotes Rathaus schließt unmittelbar an diesen bestehenden Tunnel an.
Der Bahnhof entstand in Deckelbauweise. Nach Herstellung der bis zu 32 Meter tiefen Schlitzwände, der HDI-Sohle und des Deckels wurde unter deren Schutz dann der neue Bahnhof errichtet.
Westlich der Station schloss sich die Startbaugrube für die Tunnelbohrmaschine an, in dieser entstand nach Abschluss des Tunnelvortriebs eine Gleiswechselanlage sowie eine Wehrkammer zum Schutz der sich anschließenden Unterfahrung von Spree und Spreekanal. Alle Anlagen zur betriebstechnischen Ausrüstung, wie Stromversorgung, Fernmeldeanlagen und Klimatechnik wurden im unterirdischen Bahnhofsgebäude installiert.
Die Fertigstellung und Inbetriebnahme erfolgte zusammen mit der Streckenverlängerung am 4. Dezember 2020.
Bis zum 31. August 2016 trug die Station den Arbeitstitel Berliner Rathaus. Seit dem 1. September 2016 ist der offizielle und heutige Stationsname Rotes Rathaus.

### Bau

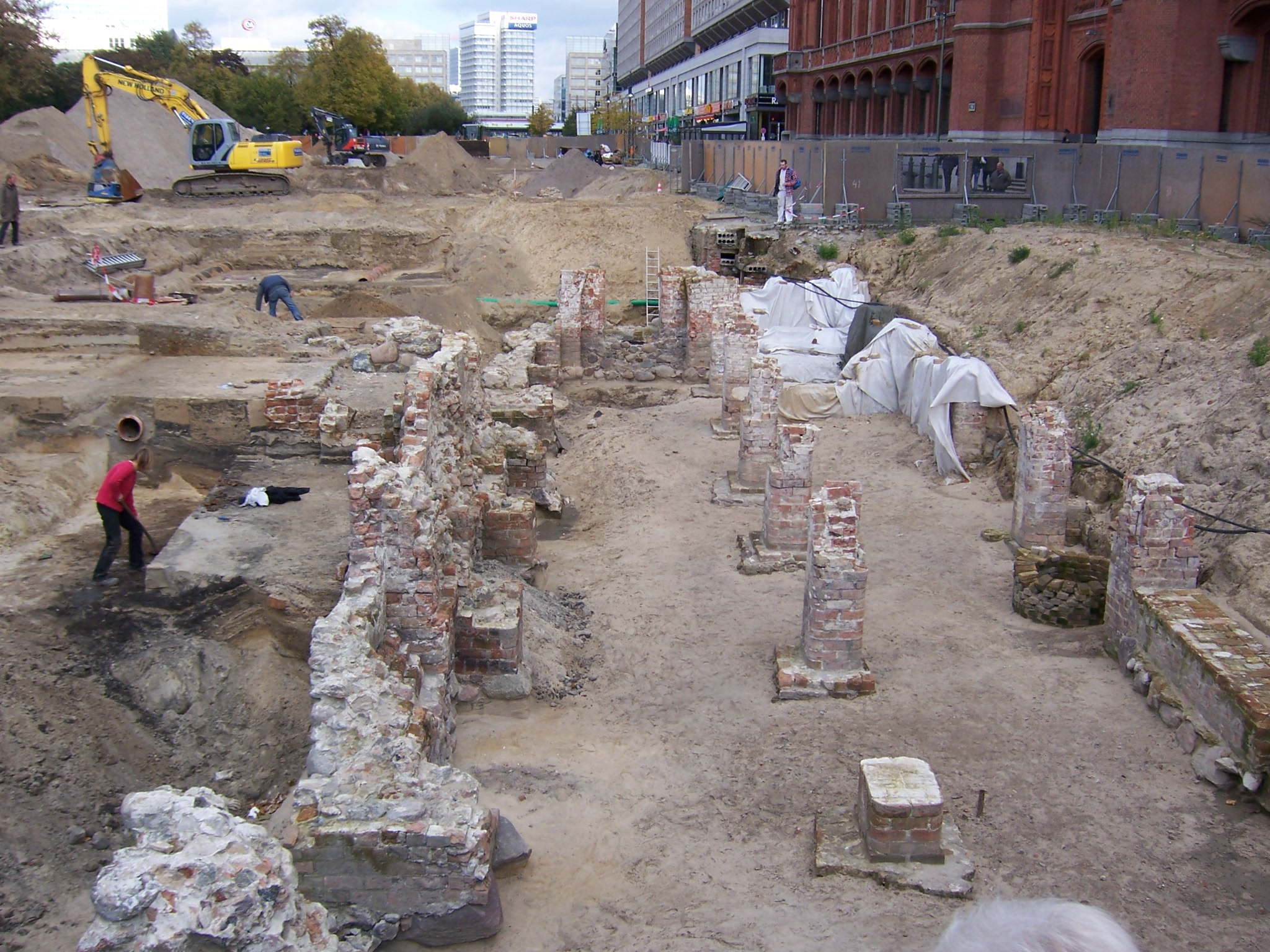
Archäologische Ausgrabungen und Freilegung des alten Rathauses (2011)

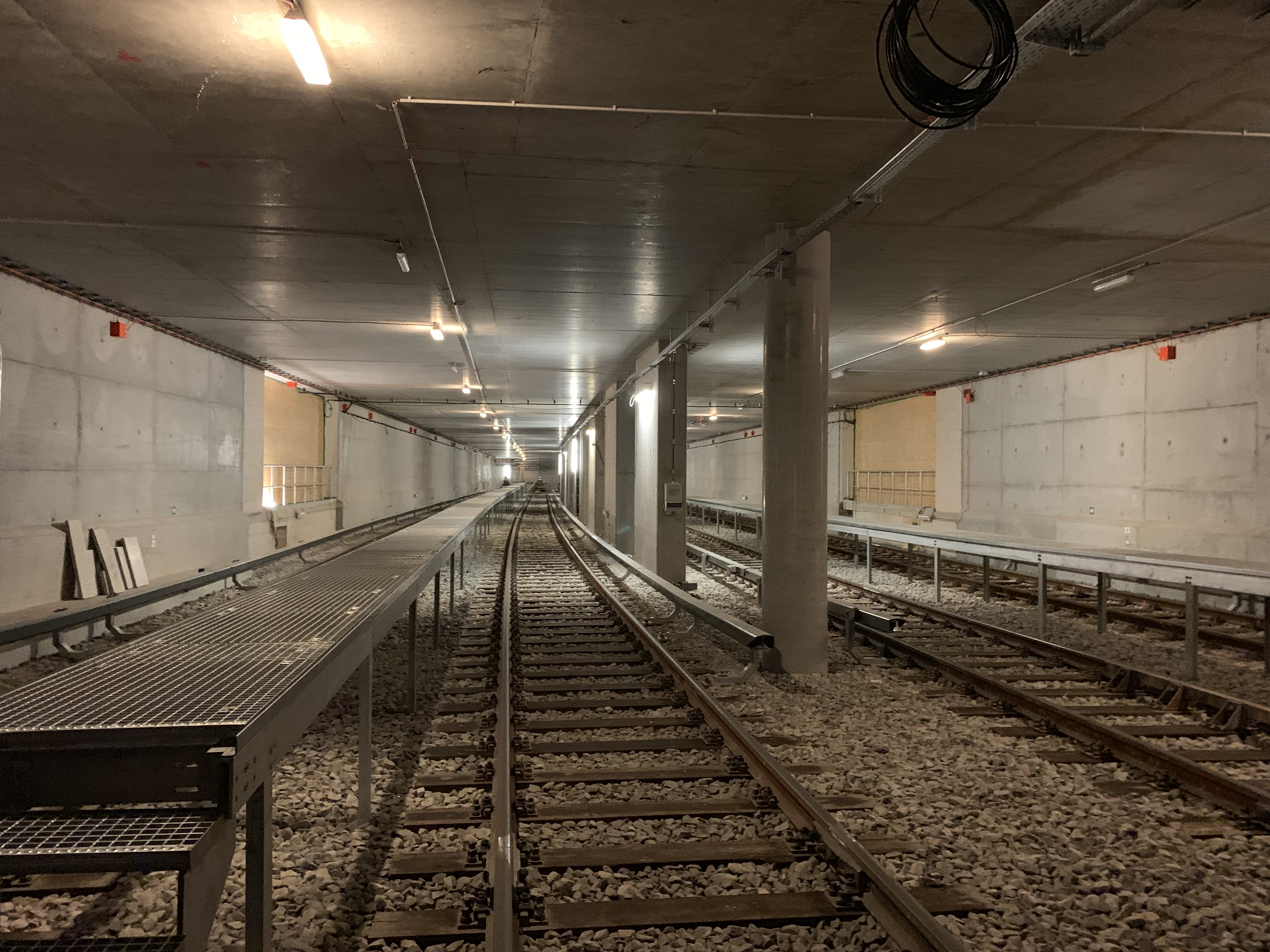
Abstellanlage in der U3-/U10-Ebene (September 2019)

Im Jahr 2009 begannen im Bereich der Startbaugrube und der späteren Station archäologische Ausgrabungen, die unter anderem zum Berliner Skulpturenfund führten. Parallel dazu erfolgten bis Ende 2011 umfangreiche Leitungsumverlegungen im späteren Baustellenbereich.
Der Baubeginn verzögerte sich, da Archäologen bei Grabungen vor dem Roten Rathaus unerwartet gut erhaltene Reste des mittelalterlichen Berliner Rathauses fanden. In der Folge wurde der Bahnhof umgeplant und ein Ausgang verlegt, sodass nun Teile dieser Relikte erhalten bleiben und gegebenenfalls durch ein archäologisches Fenster präsentiert werden können.
Während die sich anschließende Tunnelstrecke bereits seit Frühjahr 2012 realisiert wurde, begannen die Bauarbeiten für den Bahnhof Anfang 2013.
Für den Rohbau des Bahnhofs wurden 62 Millionen Euro veranschlagt.
Mit dem Beginn der Arbeiten zum Lückenschluss der Linie U5 seit 2010 wurde mit der Station Rotes Rathaus ein weiterer Umsteigebahnhof konzeptionell errichtet. In dem doppelgeschossigen Bauwerk befindet sich die Linie U3/U10 in der unteren Ebene. Da mit einer baldigen Umsetzung der U3 oder der U10 nicht zu rechnen ist, wird diese Ebene zunächst als viergleisige Abstellanlage für Züge der U5 verwendet. Ein eventueller Umbau zu einem späteren Bahnhof mit Seitenbahnsteigen wird baulich berücksichtigt.
Am 7. September 2016 wurde Richtfest gefeiert, rund 3000 Interessierte nutzten an diesem Tag die Möglichkeit zur Besichtigung der Baustelle. Im Januar 2017 konnte der Rohbau fertiggestellt werden, anschließend begann der Innenausbau. Bis April 2019 waren die Gleise auf beiden Bahnhofsebenen sowie in der angrenzenden Gleiswechselanlage und im sanierten Bestandstunnel bis zum U-Bahnhof Alexanderplatz verlegt.

### Zwischenfall beim Bau
Am 4. Januar 2021 geriet ein Lüfter eines im Kehrbahnhof abgestellten U-Bahn-Wagens in Brand. Zeitweise waren 145 Einsatzkräfte vor Ort, zwei BVG-Mitarbeiter erlitten leichte Rauchgasvergiftungen.

## Anbindung
| Linie | Verlauf |
| ----- | --- |
|       | Hauptbahnhof – Bundestag – Brandenburger Tor – Unter den Linden – Museumsinsel – Rotes Rathaus – Alexanderplatz – Schillingstraße – Strausberger Platz – Weberwiese – Frankfurter Tor – Samariterstraße – Frankfurter Allee – Magdalenenstraße – Lichtenberg – Friedrichsfelde – Tierpark – Biesdorf-Süd – Elsterwerdaer Platz – Wuhletal – Kaulsdorf-Nord – Kienberg (Gärten der Welt) – Cottbusser Platz – Hellersdorf – Louis-Lewin-Straße – Hönow |

Es gibt Umsteigemöglichkeiten zu den Omnibuslinien 200, 300 und N5 der BVG.